# 베르흐네마논스키군

베르흐네마논스키군(러시아어: Верхнемамонский район)은 러시아 보로네시주의 군이다.